# Ginnastica ai Giochi della XVIII Olimpiade - Concorso a squadre maschile
La competizione del concorso a squadre maschile di Ginnastica artistica dei Giochi della XVIII Olimpiade si è svolta al Tokyo Metropolitan Gymnasium dal 18 al 20 ottobre 1964.

## Programma
| Data            | Note                 |
| --------------- | -------------------- |
| 18 ottobre 1964 | Esercizi obbligatori |
| 20 ottobre 1964 | Esercizi liberi      |

Il concorso comprendeva esercizi liberi e obbligatori ai seguenti attrezzi:
- Corpo Libero
- Volteggio al cavallo
- Parallele
- Sbarra orizzontale
- Anelli
- Cavallo con maniglie

## Risultato finale
Sei atleti per squadra. I cinque migliori punteggi ottenuti degli atleti nelle singole prove contavano per la classifica finale.
| Pos.    | Nazione          | Atleta                                                                                             | Punteggi (Liberi/Obbligatori) | Punteggi (Liberi/Obbligatori) | Punteggi (Liberi/Obbligatori) | Punteggi (Liberi/Obbligatori) | Punteggi (Liberi/Obbligatori) | Punteggi (Liberi/Obbligatori) | Punti Totali |
| Pos.    | Nazione          | Atleta                                                                                             | C.Libero                      | Volteggio                     | Parallele                     | Sbarra                        | Anelli                        | Cavallo                       | Punti Totali |
| ------- | ---------------- | -------------------------------------------------------------------------------------------------- | ----------------------------- | ----------------------------- | ----------------------------- | ----------------------------- | ----------------------------- | ----------------------------- | ------------ |
| Oro     | Giappone         | Yukio Endō                                                                                         | 9,65 9,75                     | 9,75 9,65                     | 9,60 9,10                     | 9,80 9,70                     | 9,80 9,75                     | 9,70                          | 577,95       |
| Oro     | Giappone         | Shūji Tsurumi                                                                                      | 9,50 9,60                     | 9,65                          | 9,55 9,70                     | 9,70 9,65                     | 9,75                          | 9,65 9,25                     | 577,95       |
| Oro     | Giappone         | Haruhiro Yamashita                                                                                 | 9,55 9,60                     | 9,70 9,80                     | 9,50 9,65                     | 9,35 9,40                     | 9,65                          | 9,65 9,60                     | 577,95       |
| Oro     | Giappone         | Takuji Hayata                                                                                      | 9,60 9,55                     | 9,45 9,70                     | 9,40 9,50                     | 9,70 9,75                     | 9,45 9,70                     | 9,60 9,50                     | 577,95       |
| Oro     | Giappone         | Takashi Mitsukuri                                                                                  | 9,60                          | 9,50 9,55                     | 9,65                          | 9,50                          | 9,60 9,50                     | 9,55 9,60                     | 577,95       |
| Oro     | Giappone         | Takashi Ono                                                                                        | 9,60 9,30                     | 9,65 9,55                     | 9,50 9,40                     | 9,55                          | 9,60 9,30                     | 9,70                          | 577,95       |
| Oro     | Giappone         | TOTALE                                                                                             | 96,10                         | 96,60                         | 95,70                         | 96,40                         | 96,75                         | 96,40                         | 577,95       |
| Argento | Unione Sovietica | Boris Šachlin                                                                                      | 9,45 9,50                     | 9,65 9,70                     | 9,45                          | 9,70                          | 9,60 9,65                     | 9,75 9,80                     | 575,45       |
| Argento | Unione Sovietica | Viktor Lisitsky                                                                                    | 9,60 9,70                     | 9,75                          | 9,35 9,40                     | 9,50 9,60                     | 9,80 9,70                     | 9,65 9,60                     | 575,45       |
| Argento | Unione Sovietica | Viktor Leont'ev                                                                                    | 9,55 9,65                     | 9,40 9,55                     | 9,40 9,30                     | 9,70 9,60                     | 9,60 9,55                     | 9,50 9,70                     | 575,45       |
| Argento | Unione Sovietica | Jurij Capenko                                                                                      | 9,55 9,65                     | 9,50 9,55                     | 9,55                          | 9,40 9,60                     | 9,60 9,45                     | 9,50                          | 575,45       |
| Argento | Unione Sovietica | Jurij Titov                                                                                        | 9,50 9,20                     | 9,65 9,60                     | 9,45 9,15                     | 9,60 9,65                     | 9,60 9,45                     | 9,70 9,80                     | 575,45       |
| Argento | Unione Sovietica | Sergej Diomidov                                                                                    | 9,65 9,45                     | 9,60 9,65                     | 9,35 9,40                     | 9,40 9,45                     | 9,65 9,70                     | 9,60 9,30                     | 575,45       |
| Argento | Unione Sovietica | TOTALE                                                                                             | 95,80                         | 96,40                         | 94,30                         | 96,05                         | 96,30                         | 96,60                         | 575,45       |
| Bronzo  | Germania         | Siegfried Fülle                                                                                    | 9,50                          | 9,65                          | 9,30 9,50                     | 9,50 9,55                     | 9,50                          | 9,40 9,55                     | 565,10       |
| Bronzo  | Germania         | Klaus Köste                                                                                        | 9,40 9,55                     | 9,40 9,70                     | 9,20 9,35                     | 8,85 9,40                     | 9,40 9,60                     | 9,50 9,40                     | 565,10       |
| Bronzo  | Germania         | Erwin Koppe                                                                                        | 9,15 9,30                     | 9,40 9,35                     | 9,20 9,40                     | 9,25 9,55                     | 9,50 9,55                     | 9,30 9,50                     | 565,10       |
| Bronzo  | Germania         | Peter Weber                                                                                        | 9,40 9,45                     | 9,45 9,55                     | 9,10 9,30                     | 9,35 9,50                     | 9,40 9,35                     | 9,20 9,30                     | 565,10       |
| Bronzo  | Germania         | Philipp Fürst                                                                                      | 9,35 9,30                     | 9,40 9,55                     | 9,15 9,50                     | 9,15 9,35                     | 9,40 9,50                     | 9,20 9,40                     | 565,10       |
| Bronzo  | Germania         | Günter Lyhs                                                                                        | 9,40 9,35                     | 9,55 9,60                     | 8,80 9,20                     | 9,20 9,35                     | 9,40                          | 9,05 9,40                     | 565,10       |
| Bronzo  | Germania         | TOTALE                                                                                             | 94,20                         | 95,50                         | 93,00                         | 93,80                         | 94,75                         | 93,85                         | 565,10       |
| 4       | Italia           | Franco Menichelli                                                                                  | 9,60 9,70                     | 9,35 9,70                     | 9,40                          | 9,65 9,80                     | 9,70 9,60                     | 9,60 9,65                     | 560,90       |
| 4       | Italia           | Luigi Cimnaghi                                                                                     | 9,10 9,35                     | 9,25 9,50                     | 9,30 9,40                     | 9,20 9,30                     | 9,45 9,60                     | 9,30 9,60                     | 560,90       |
| 4       | Italia           | Giovanni Carminucci                                                                                | 9,25 9,40                     | 9,25 9,50                     | 8,90 9,30                     | 9,25 9,40                     | 9,65                          | 9,20 9,05                     | 560,90       |
| 4       | Italia           | Pasquale Carminucci                                                                                | 9,15 9,10                     | 9,30 9,40                     | 9,05 9,20                     | 9,30                          | 9,45 9,20                     | 9,20 9,05                     | 560,90       |
| 4       | Italia           | Angelo Vicardi                                                                                     | 8,65 9,20                     | 9,25 9,40                     | 9,20 9,30                     | 8,85 8,65                     | 9,25 9,40                     | 8,95 9,30                     | 560,90       |
| 4       | Italia           | Bruno Franceschetti                                                                                | 8,85 9,25                     | 9,15 9,40                     | 9,05 9,25                     | 9,20 9,25                     | 9,20 9,00                     | 8,90 8,20                     | 560,90       |
| 4       | Italia           | TOTALE                                                                                             | 92,85                         | 93,90                         | 92,65                         | 93,65                         | 94,95                         | 92,90                         | 560,90       |
| 5       | Polonia          | Mikołaj Kubica                                                                                     | 9,35 9,45                     | 9,55                          | 9,50 9,20                     | 9,35 9,45                     | 9,60 9,10                     | 9,50 9,60                     | 559,50       |
| 5       | Polonia          | Aleksander Rokosa                                                                                  | 9,40 9,45                     | 9,45 9,40                     | 9,35 8,75                     | 9,30                          | 9,35 9,45                     | 9,35 9,40                     | 559,50       |
| 5       | Polonia          | Wilhelm Kubica                                                                                     | 9,20 9,35                     | 9,50 9,25                     | 9,35 9,05                     | 9,10 9,25                     | 9,45 8,55                     | 9,55 9,50                     | 559,50       |
| 5       | Polonia          | Alfred Kucharczyk                                                                                  | 9,35 9,50                     | 9,60 9,70                     | 9,05 9,15                     | 9,25                          | 8,30 9,30                     | 9,20 9,40                     | 559,50       |
| 5       | Polonia          | Jan Jankowicz                                                                                      | 9,25 9,35                     | 9,30                          | 9,05 8,50                     | 9,20 9,10                     | 9,45 9,35                     | 9,35 9,40                     | 559,50       |
| 5       | Polonia          | Andrzej Konopka                                                                                    | 9,00 9,35                     | 9,20 9,25                     | 9,20 8,00                     | 9,10                          | 9,20 9,10                     | 8,95 9,25                     | 559,50       |
| 5       | Polonia          | TOTALE                                                                                             | 93,65                         | 94,60                         | 91,10                         | 92,55                         | 93,35                         | 94,25                         | 559,50       |
| 6       | Cecoslovacchia   | Bohumil Mudřík                                                                                     | 9,20 9,25                     | 9,35 9,60                     | 9,20 9,40                     | 9,10 9,15                     | 9,40                          | 9,20 9,25                     | 558,15       |
| 6       | Cecoslovacchia   | Ladislav Pazdera                                                                                   | 9,00 9,10                     | 9,10 9,30                     | 9,05 9,35                     | 9,10 9,30                     | 9,30 9,50                     | 9,30                          | 558,15       |
| 6       | Cecoslovacchia   | Václav Kubíčka                                                                                     | 9,35 9,45                     | 9,40 9,50                     | 8,95 8,45                     | 9,30 9,40                     | 8,85 9,30                     | 9,35                          | 558,15       |
| 6       | Cecoslovacchia   | Přemysl Krbec                                                                                      | 9,10 9,40                     | 9,55 9,70                     | 7,80 9,15                     | 9,35 9,40                     | 9,30 9,40                     | 9,15 9,30                     | 558,15       |
| 6       | Cecoslovacchia   | Karel Klečka                                                                                       | 9,30                          | 9,20 9,55                     | 8,75 9,20                     | 8,95 9,00                     | 9,40 8,85                     | 9,40 9,45                     | 558,15       |
| 6       | Cecoslovacchia   | Pavel Gajdoš                                                                                       | 9,00 1,00                     | 9,35 9,45                     | 9,10 9,45                     | 9,00 9,35                     | 9,40 9,55                     | 9,10 8,00                     | 558,15       |
| 6       | Cecoslovacchia   | TOTALE                                                                                             | 92,45                         | 94,65                         | 91,60                         | 92,45                         | 93,95                         | 93,05                         | 558,15       |
| 7       | Stati Uniti      | Makoto Sakamoto                                                                                    | 9,05 9,35                     | 9,45 9,50                     | 9,25                          | 9,40                          | 9,40 9,50                     | 9,35 9,50                     | 556,95       |
| 7       | Stati Uniti      | Rusty Mitchell                                                                                     | 9,30 9,70                     | 9,25 9,65                     | 9,20 9,25                     | 9,20 9,50                     | 9,30 8,80                     | 9,05 9,00                     | 556,95       |
| 7       | Stati Uniti      | Ronald Barak                                                                                       | 9,05 9,30                     | 9,15 9,30                     | 9,10 9,00                     | 9,25 9,40                     | 9,25 9,40                     | 9,45 9,30                     | 556,95       |
| 7       | Stati Uniti      | Larry Banner                                                                                       | 8,90 9,20                     | 9,30 9,45                     | 9,35 8,95                     | 8,95 9,10                     | 9,45 8,90                     | 9,15 9,35                     | 556,95       |
| 7       | Stati Uniti      | Greg Weiss                                                                                         | 9,20 9,25                     | 9,30 9,50                     | 9,25 8,80                     | 9,25 9,30                     | 9,30 9,50                     | 8,85 8,40                     | 556,95       |
| 7       | Stati Uniti      | Art Shurlock                                                                                       | 8,70 8,65                     | 9,35 9,45                     | 9,30 9,55                     | 9,20 9,10                     | 9,25 8,40                     | 9,10 9,05                     | 556,95       |
| 7       | Stati Uniti      | TOTALE                                                                                             | 92,30                         | 94,20                         | 92,35                         | 93,00                         | 92,80                         | 92,30                         | 556,95       |
| 8       | Finlandia        | Olli Laiho                                                                                         | 9,25 9,50                     | 9,45 9,40                     | 9,50 8,80                     | 9,05 9,30                     | 9,35 9,50                     | 9,45 9,30                     | 556,20       |
| 8       | Finlandia        | Eugen Ekman                                                                                        | 9,40 9,30                     | 9,35 9,50                     | 9,45 9,25                     | 8,65 9,20                     | 9,30 9,50                     | 9,10 9,15                     | 556,20       |
| 8       | Finlandia        | Raimo Heinonen                                                                                     | 9,20 9,30                     | 9,40 9,70                     | 9,20 9,30                     | 9,00 8,85                     | 9,15 9,45                     | 9,30 9,10                     | 556,20       |
| 8       | Finlandia        | Hannu Rantakari                                                                                    | 9,25 9,45                     | 9,65 9,70                     | 9,10 9,15                     | 8,80                          | 9,20 9,35                     | 9,10 8,95                     | 556,20       |
| 8       | Finlandia        | Otto Kestola                                                                                       | 9,40 9,65                     | 9,30 9,40                     | 8,90 9,10                     | 8,55 8,95                     | 9,05 9,20                     | 9,15 9,30                     | 556,20       |
| 8       | Finlandia        | Kauko Heikkinen                                                                                    | 9,30 9,35                     | 9,10 9,35                     | 9,25 9,40                     | 8,85 8,95                     | 9,30 9,05                     | 9,00 8,45                     | 556,20       |
| 8       | Finlandia        | TOTALE                                                                                             | 93,85                         | 94,85                         | 92,70                         | 89,60                         | 93,30                         | 91,90                         | 556,20       |
| 9       | Ungheria         | Rajmund Csányi                                                                                     | 9,20 9,30                     | 9,55                          | 9,30 9,25                     | 9,35 9,25                     | 9,50                          | 9,70 9,55                     | 555,70       |
| 9       | Ungheria         | István Aranyos                                                                                     | 9,30 9,20                     | 9,50 9,45                     | 9,25 9,30                     | 9,10 9,15                     | 9,40 9,20                     | 9,40 9,50                     | 555,70       |
| 9       | Ungheria         | Lajos Varga                                                                                        | 9,35 9,20                     | 9,15 9,25                     | 9,10 9,05                     | 9,05 9,25                     | 9,40 9,25                     | 9,50 9,55                     | 555,70       |
| 9       | Ungheria         | András Lelkes                                                                                      | 9,10 8,85                     | 9,40 9,50                     | 9,05 8,80                     | 8,80 8,85                     | 9,20 9,35                     | 9,10 8,90                     | 555,70       |
| 9       | Ungheria         | Győző Cser                                                                                         | 9,20 8,70                     | 9,00 9,30                     | 8,80 8,70                     | 9,10                          | 8,95 9,30                     | 9,25 9,40                     | 555,70       |
| 9       | Ungheria         | Péter Sós                                                                                          | 9,30 8,75                     | 9,45 9,50                     | 8,90 8,15                     | 9,10 9,15                     | 9,30 9,20                     | 8,75 9,05                     | 555,70       |
| 9       | Ungheria         | TOTALE                                                                                             | 91,65                         | 94,35                         | 90,70                         | 91,60                         | 93,40                         | 94,00                         | 555,70       |
| 10      | Bulgaria         | Nikola Prodanov                                                                                    | 9,30                          | 9,55 9,70                     | 9,20                          | 9,15 9,30                     | 9,25 9,30                     | 9,45 9,60                     | 555,65       |
| 10      | Bulgaria         | Velik Kapsazov                                                                                     | 8,65 9,20                     | 9,30 9,50                     | 9,00 9,15                     | 9,55 9,60                     | 9,20 8,95                     | 9,45 9,50                     | 555,65       |
| 10      | Bulgaria         | Georgi Adamov                                                                                      | 9,15 9,30                     | 9,40 9,50                     | 9,20 8,95                     | 8,90 9,10                     | 9,00 9,50                     | 9,35 9,40                     | 555,65       |
| 10      | Bulgaria         | Todor Kondev                                                                                       | 9,30 9,40                     | 9,30 9,20                     | 9,10 9,05                     | 8,95                          | 9,25 9,15                     | 9,25 9,15                     | 555,65       |
| 10      | Bulgaria         | Todor Bachvarov                                                                                    | 8,80 9,20                     | 9,30 9,40                     | 9,00 9,15                     | 8,70 9,10                     | 9,25 9,40                     | 9,10 9,25                     | 555,65       |
| 10      | Bulgaria         | Lyuben Khristov                                                                                    | 8,45 9,00                     | 9,40 9,35                     | 9,30 9,25                     | 8,85 8,90                     | 9,30 7,80                     | 9,40                          | 555,65       |
| 10      | Bulgaria         | TOTALE                                                                                             | 91,60                         | 94,40                         | 91,60                         | 91,45                         | 92,55                         | 94,05                         | 555,65       |
| 11      | Jugoslavia       | Miroslav Cerar Janez Brodnik Alojz Petrovič Tine Šrot Ivan Čaklec Nenad Vidović                    | 90,70                         | 93,85                         | 92,45                         | 91,70                         | 93,30                         | 92,80                         | 554,8        |
| 12      | Romania          | Frederic Orendi Gheorghe Tohăneanu Anton Cadar Alexandru Szilaghi Gheorghe Condovici Petre Miclăuş | 91,90                         | 94,00                         | 90,65                         | 90,30                         | 92,80                         | 91,00                         | 550,65       |
| 13      | Corea del Sud    | Kim Chung-Tae Kim Gwang-Deok Jeong Ri-Gwang Lee Gwang-Jae Seo Jae-Gyu Gang Su-Il                   | 91,65                         | 92,95                         | 90,00                         | 89,60                         | 92,45                         | 92,85                         | 549,5        |
| 14      | Svizzera         | Fritz Feuz Walter Müller Fredi Egger Gottlieb Fässler Meinrad Berchtold Franz Fäh                  | 89,85                         | 95,20                         | 91,70                         | 85,75                         | 93,15                         | 90,50                         | 546,15       |
| 15      | Cuba             | Andrés González Héctor Ramírez Octavio Suárez Félix Padron Pablo Luis Hernández Carlos García      | 89,05                         | 92,25                         | 82,50                         | 84,65                         | 88,40                         | 86,10                         | 522,95       |
| 16      | Australia        | Graham Bond Ted Trainer Marc Faulks Benjamin de Roo Doug MacLennan Barry Cheales                   | 86,20                         | 91,70                         | 82,80                         | 79,45                         | 87,55                         | 84,30                         | 512,00       |
| 17      | Taiwan           | Yan Tai-San Lai Chu-Long Lee Bu-Ti Wang Shian-Ming Ui Yah-Tor Liu Reng-Sun                         | 85,00                         | 90,00                         | 62,60                         | 81,75                         | 87,45                         | 86,25                         | 493,05       |
| 18      | India            | Vithal Karande Bandu Bhosle Trilok Singh Jagmal More Anant Ram Darshan Mondal                      | 80,80                         | 78,80                         | 66,20                         | 68,25                         | 71,10                         | 55,30                         | 420,45       |